# Profesor de canto

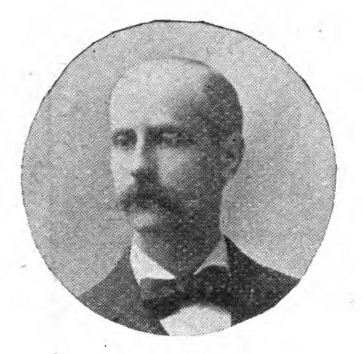
Theodor Bjorksten (1895), profesor de canto.

Profesorul de canto este un specialist în formarea și educarea vocilor pentru cânt și declamație, voci necesare actorilor, artiștilor lirici și a interpreților vocali de diferite facturi. În general, acești profesori aparțin unor școli de canto și urmeazǎ o metodǎ bine definitǎ.